# BV-5034
La BV-5034 és una carretera actualment gestionada per la Generalitat de Catalunya. La B correspon a la demarcació de Barcelona, i la V al seu antic caràcter de veïnal. Discorre íntegrament pel terme municipal de Sant Vicenç de Montalt, a la comarca del Maresme.
Arrenca cap al nord-oest de la carretera N-II, i en un curt recorregut de poc més de 2 quilòmetres mena a la part més alta de la població de Sant Vicenç de Montalt, on enllaça amb la BV-5031.